# مانداوي
مانداوي (بالإنجليزية: Mandaue) هي مدينة عالية التحضر، تتبع بيسايا الوسطى، وسيبو (الفلبين)، بلغ عدد سكانها 331٬320  نسمة، في 1 مايو 2010، تبلغ مساحتها 34٫87 كيلومتر مربع، رمزها البريدي هو 6014.

## الموقع
تشترك في الحدود مع:
- مدينة سيبو
- لابو لابو (الفلبين)
- Consolacion [الإنجليزية]‏.

## مدن توأم
المدن التوأم:
- باكاو
- زيبو.

## التقسيمات الإدارية
- Alang-alang, Mandaue [الإنجليزية]‏
- Bakilid, Mandaue [الإنجليزية]‏
- Banilad, Mandaue [الإنجليزية]‏
- Basak, Mandaue [الإنجليزية]‏
- Cabancalan, Mandaue [الإنجليزية]‏
- Cambaro, Mandaue [الإنجليزية]‏
- Canduman [الإنجليزية]‏
- Casili, Mandaue [الإنجليزية]‏
- Casuntingan, Mandaue [الإنجليزية]‏
- Centro, Mandaue [الإنجليزية]‏
- Cubacub [الإنجليزية]‏
- Guizo [الإنجليزية]‏
- Ibabao-Estancia [الإنجليزية]‏
- Jagobiao [الإنجليزية]‏
- Labogon [الإنجليزية]‏
- Looc, Mandaue [الإنجليزية]‏
- Maguikay, Mandaue [الإنجليزية]‏
- Mantuyong [الإنجليزية]‏
- Opao, Mandaue [الإنجليزية]‏
- Paknaan [الإنجليزية]‏
- Pagsabungan [الإنجليزية]‏
- Subangdaku, Mandaue [الإنجليزية]‏
- Tabok, Mandaue [الإنجليزية]‏
- Tawason [الإنجليزية]‏
- Tingub [الإنجليزية]‏
- Tipolo, Mandaue [الإنجليزية]‏
- Umapad [الإنجليزية]‏.